# لوییز هینس
لوییز هینس (انگلیسی: Louis Hynes؛ زادهٔ ۹ اکتبر ۲۰۰۱) هنرپیشه است.
از فیلم‌ها یا برنامه‌های تلویزیونی که وی در آن نقش داشته‌است می‌توان به مجموعه حوادث ناگوار اشاره کرد.